# Fordongianus
Fordongianus est une commune italienne de la province d'Oristano, dans la région Sardaigne.

## Administration
| Période                                  | Période | Identité        | Étiquette | Qualité |
| ---------------------------------------- | ------- | --------------- | --------- | ------- |
| 2005                                     | 2010    | Efisio Demartis |           |         |
| Les données manquantes sont à compléter. |         |                 |           |         |

### Communes limitrophes
Allai, Busachi, Ghilarza, Ollastra, Paulilatino, Siapiccia, Villanova Truschedu.

#### Thermes romains

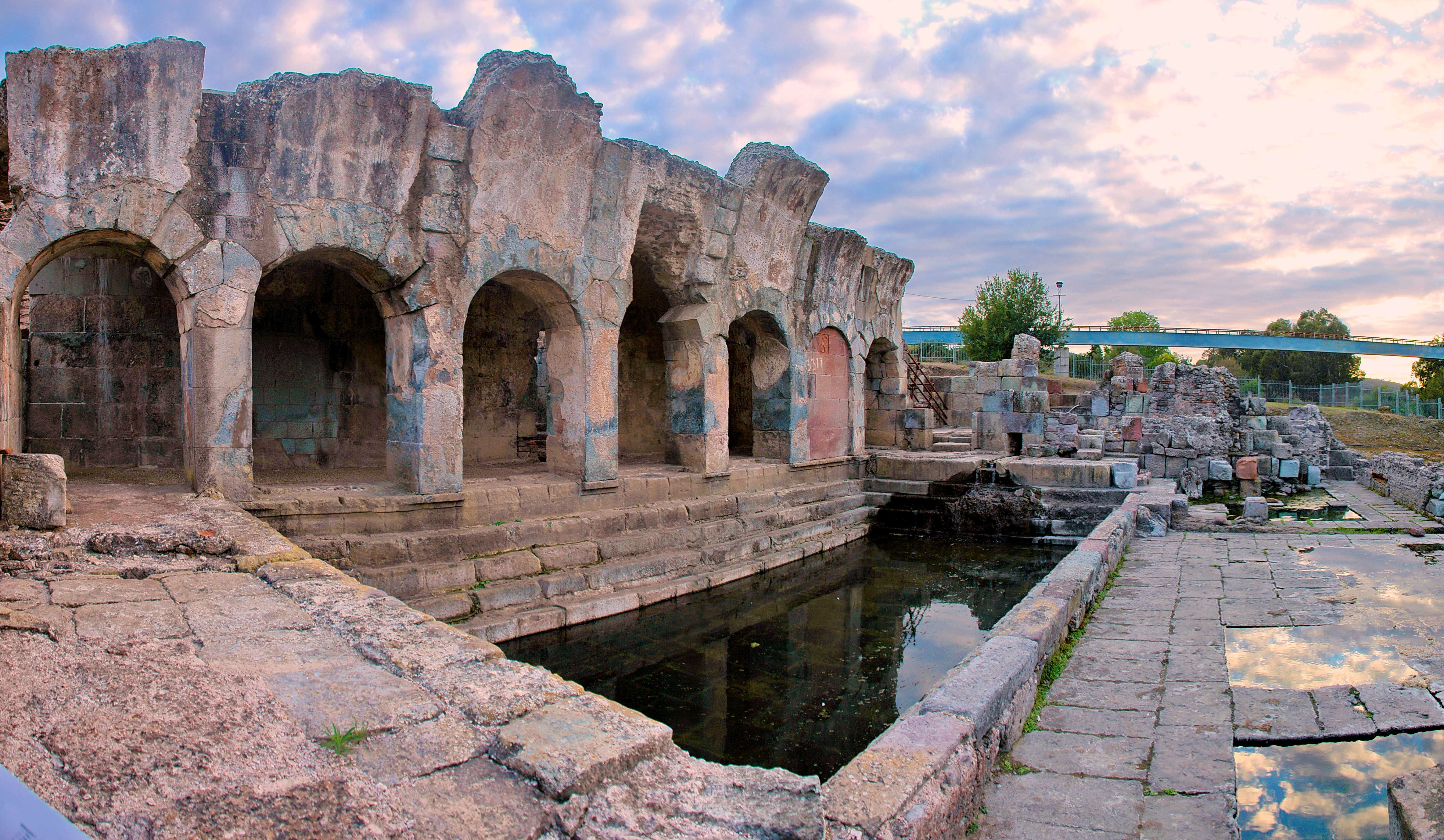
Thermes romains.

### Évolution démographique
Habitants recensés

## Jumelages
La ville de Fordongianus est jumelée avec :  Samoëns (France) depuis 2009.